# Jon Seda

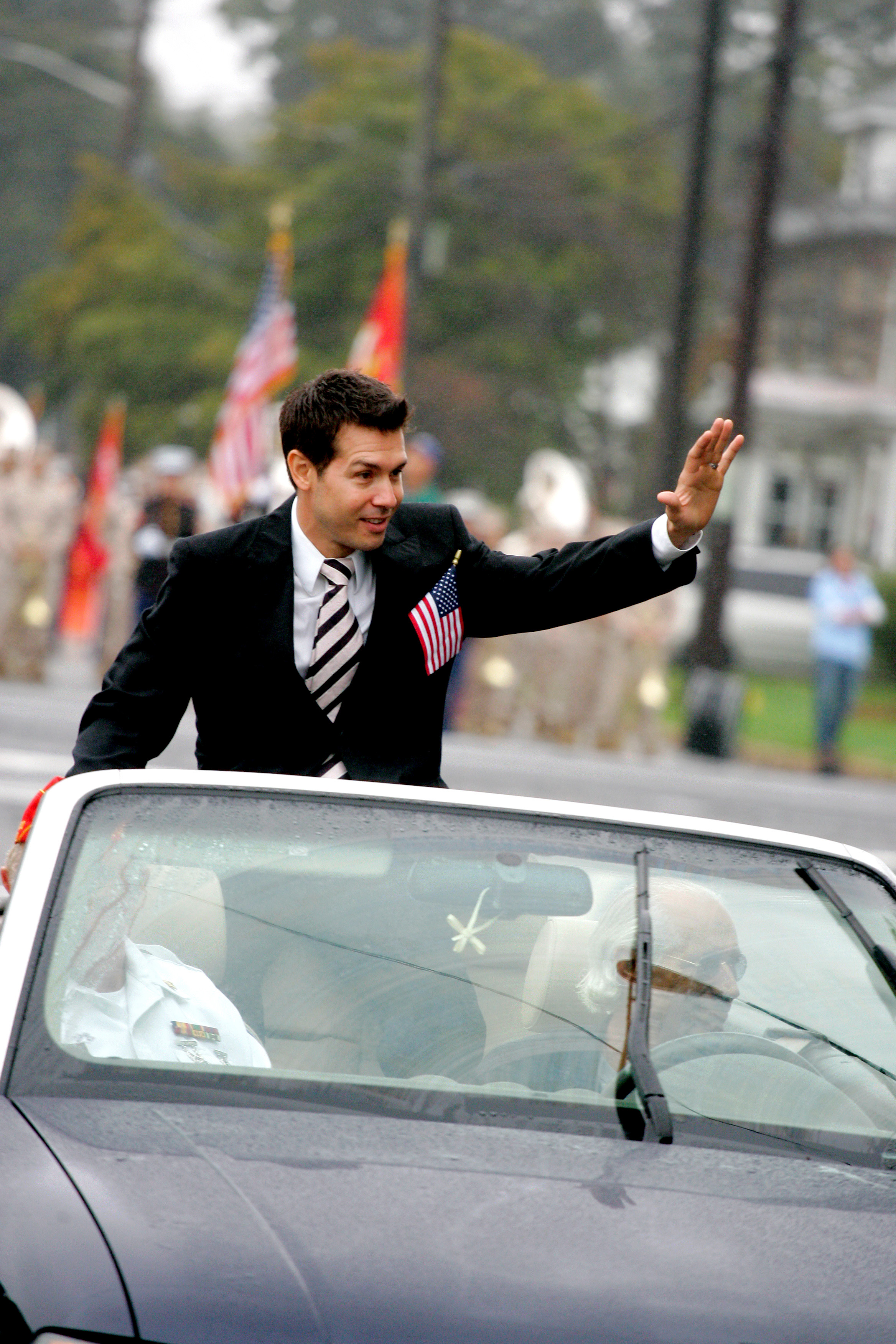
Jon Seda em 2009

Jonathan Seda (Nova Iorque, 14 de outubro de 1970) é um ator americano, possivelmente mais conhecido por seu papel como o detetive Antonio Dawson na série Chicago PD. e o marido de Selena Quintanilla Pérez no filme Selena.
Seda era um pugilista amador que, em 1992, fez o teste e foi dado um papel no filme Gladiador . Ele retratou Chris Pérez ao lado de Jennifer Lopez em Selena e tornou-se amplamente conhecido por ambas as comunidades hispânicas e não-hispânicas. Ele fez inúmeras aparições na televisão. Atualmente pode ser visto no elenco principal de Chicago P. D. - série que é uma  spin-off da atual série da NBC Chicago Fire. A série envolve o Departamento de Polícia de Chicago e estreou dia 8 de Janeiro de 2014 onde Jon Seda interpreta o detetive Antonio Dawson.

## Filmografia

### Filmes
| Ano  | Titulo               | Personagens           |
| ---- | -------------------- | --------------------- |
| 2025 | Into the Deep        | Jordan Devane         |
| 2011 | Larry Crowne         | Officer Diamond       |
| 2007 | One Long Night       | Richard               |
| 2003 | Bad Boys II          | Roberto               |
| 2002 | Undisputed           | Jesus 'Chuy' Campos   |
| 2002 | King Rikki           | Rikki Ortega          |
| 2001 | Double Bang          |                       |
| 2001 | Love the Hard Way    | Charlie               |
| 2000 | Price of Glory       | Sonny Ortega          |
| 2000 | Little Pieces        | Kyle                  |
| 1997 | The Price Of Kissing | Billy                 |
| 1997 | Selena               | Chris Perez           |
| 1996 | Dead God             | Handsome              |
| 1996 | Sunchaser            | Brandon 'Blue' Monroe |
| 1996 | Primal Fear          | Alex                  |
| 1995 | 12 Monkeys           | Jose                  |
| 1995 | Boys On The Side     | Pete                  |
| 1994 | I Like It Like That  | Chino Linares         |
| 1993 | Carlito's Way        | Dominican             |
| 1993 | New York Cop         | Mario                 |
| 1992 | Gladiator            | Romano                |
| 1992 | Zebrahead            | Vinnie                |

### Televisão
| Ano       | Titulo                       | Persoanegens           | Notas            |
| --------- | ---------------------------- | ---------------------- | ---------------- |
| 2017      | Chicago Justice              | Antonio Dawson         | 13 Episódios     |
| 2014-2018 | Chicago PD                   | Antonio Dawson         | Elenco principal |
| 2012      | Chicago Fire                 | Antonio Dawson         |                  |
| 2011      | Treme                        | Nelson Hidalgo         | 11 Episódios     |
| 2010      | Hawaii Five-O                | Sergeant Cage          | 1 Episódio       |
| 2010      | The Closer                   | Detective Frank Verico | 1 Episódio       |
| 2010      | Burn Notice                  | Cole                   | 1 Episódio       |
| 2010      | The Pacific                  | Sgt. John Basilone     | Mini-série       |
| 2010      | Numb3rs                      | Lonnie Moses           | 1 Episódios      |
| 2010      | Cutthroat                    | Frankie                |                  |
| 2010      | Legally Mad                  | Joe Matty              |                  |
| 2009      | House M.D.                   | Donny                  | 1 Episódio       |
| 2009      | One Hot Summer               | Ariel Silva            |                  |
| 2008      | CSI: Miami                   | Hector Salazar         | 1 Episódio       |
| 2006–2007 | Close to Home                | Ray Blackwell          | 20 Episódios     |
| 2006      | Ghost Whisperer              | John Gregory           | 2 Episódios      |
| 2004–2005 | Kevin Hill                   | Damian 'Dame' Ruiz     | 22 Episódios     |
| 2004      | The Jury                     | Victor Torres          | 1 Episódio       |
| 2004      | Las Vegas                    | Junior Gomez           | 1 Episódio       |
| 2003      | Hack                         | Nick Duarte            | 1 Episódio       |
| 2003      | Oz                           | Dino Ortolani          | 3 Episódios      |
| 2001–2002 | UC: Undercover               | Jake Shaw              | 11 Episódios     |
| 2000      | Thin Air                     | Luis DeLeon            |                  |
| 2000      | Homicide: The Movie          | Det. Paul Falsone      |                  |
| 2000      | Good Guys/Bad Guys           |                        |                  |
| 1999–2000 | Third Watch                  | Matty Caffey           | 7 Episódios      |
| 1997–1999 | Homicide: Life on the Street | Det. Paul Falsone      | 46 Episódios     |
| 1997      | Law & Order                  | Det. Paul Falsone      | 1 Episódio       |
| 1996      | Mistrial                     | Eddie Rios             |                  |
| 1995      | Under Fire                   |                        |                  |
| 1995      | New York Undercover          | Bobby Lunas            | 1 Episódio       |
| 1994      | NYPD Blue                    | Sal Medina             | 1 Episódio       |
| 1993      | Daybreak                     | Payne                  |                  |